# Bandhavanna Varobhas
Công chúa Bandhavanna Varobhas hoặc Phra Chao Boromwongse Ther Phra Ong Chao Bandhavanna Varobhas (tiếng Thái: พระเจ้าบรมวงศ์เธอ พระองค์เจ้าบัณฑวรรณวโรภาษ); (RTGS: Banthawan Warophat) Là công chúa của Xiêm (sau Thái Lan), là thành viên của gia đình Xiêm, là con gái của Chulalongkorn, vua Rama V của Xiêm.
Mẹ của cô là Chao Chom Manda Pae Bunnag (sau này được nâng lên phụ nữ (Chao Khun Phra) Prayuravongse), con gái của Chúa (Chao Phraya) Suravongs Vaiyavadhana (con trai của Somdet Chao Phraya Borom Maha Si Suriyawongse). Cô ấy có 2 chị em gái;
- Công chúa Srivilailaksana, công chúa Suphanburi (24 tháng 7 năm 1868 đến 26 tháng 10 năm 1904)
- Công chúa Suvabaktra Vilayabanna (2 tháng 5 năm 1873 - 30 tháng 7 năm 1930)

Công chúa Bandhavanna Varobhas qua đời vào ngày 15 tháng 5 năm 1891, ở tuổi chỉ 15 năm, 10 ngày trước ngày sinh nhật thứ 16 của cô.

## Ancestry
| Princess Bandhavanna Varobhas | Father: Chulalongkorn, King Rama V of Siam | Paternal Grandfather: Mongkut, King Rama IV of Siam      | Paternal Great-grandfather: Buddha Loetla Nabhalai, King Rama II of Siam   |
| Princess Bandhavanna Varobhas | Father: Chulalongkorn, King Rama V of Siam | Paternal Grandfather: Mongkut, King Rama IV of Siam      | Paternal Great-grandmother: Queen Sri Suriyendra                           |
| Princess Bandhavanna Varobhas | Father: Chulalongkorn, King Rama V of Siam | Paternal Grandmother: Queen Debsirindra                  | Paternal Great-grandfather: Prince Sirivongse, the Prince Matayabidaksa    |
| Princess Bandhavanna Varobhas | Father: Chulalongkorn, King Rama V of Siam | Paternal Grandmother: Queen Debsirindra                  | Paternal Great-grandmother: Mom Noi Sirivongs na Ayudhya                   |
| Princess Bandhavanna Varobhas | Mother: Chao Chom Manda Pae Bunnag         | Maternal Grandfather: Chao Phraya Suravongs Vaiyavadhana | Maternal Great-grandfather: Somdet Chao Phraya Borom Maha Sri Suriyawongse |
| Princess Bandhavanna Varobhas | Mother: Chao Chom Manda Pae Bunnag         | Maternal Grandfather: Chao Phraya Suravongs Vaiyavadhana | Maternal Great-grandmother: Klin Bunnag                                    |
| Princess Bandhavanna Varobhas | Mother: Chao Chom Manda Pae Bunnag         | Maternal Grandmother: Im Bunnag                          | Maternal Great-grandfother: unknown                                        |
| Princess Bandhavanna Varobhas | Mother: Chao Chom Manda Pae Bunnag         | Maternal Grandmother: Im Bunnag                          | Maternal Great-grandmother: unknown                                        |

## Reference
- ราชกิจจานุเบกษา, ข่าวสิ้นพระชนม์ (พระเจ้าลูกเธอ พระองค์เจ้าบัณฑรวรรณวโรภาษ), เล่ม ๘, ตอน ๗, ๑๗ พฤษภาคม พ.ศ. ๑๘๙๑, หน้า ๕๕